# Anatolij Baszaszkin
Anatolij Wasiljewicz Baszaszkin (ros. Анатолий Васильевич Башашкин, ur. 23 lutego 1924 w Rieutowie, zm. 27 lipca 2002 w Moskwie) – rosyjski piłkarz, grający jako obrońca, olimpijczyk, reprezentant Związku Radzieckiego, trener piłkarski.

## Kariera piłkarska
Karierę piłkarską zaczynał w dziecięcym zespole klubu Trud Rieutow, a następnie drużynie juniorów Spartaka Moskwa. Jako senior występował w DO Tbilisi oraz drużynach moskiewskich: Spartaku, MWO i w CSKA (wówczas jako CDKA, CDSA i CSK MO), gdzie odnosił swoje największe sukcesy (Mistrzostwo ZSRR w 1947, 1948, 1950 i 1951 oraz Puchar ZSRR w 1948, 1951 i 1955). Ze Spartakiem zdobył Mistrzostwo ZSRR w 1953. W reprezentacji ZSRR występował w latach 1952–1956, rozegrał 21 meczów. W 1952 uczestniczył w Igrzyskach Olimpijskich w Helsinkach. W 1956 zdobył złoty medal Igrzysk w Melbourne.
- 1946-46 -  DO Tbilisi
- 1947-52 -  CDKA/CDSA Moskwa
- 1953-53 -  MWO Moskwa
- 1953-53 -  Spartak Moskwa
- 1954-58 -  CDSA/CSK MO Moskwa

## Kariera szkoleniowa
Po zakończeniu kariery piłkarskiej pracował jako szkoleniowiec. Był pierwszym trenerem Paxtakoru Taszkent (w 1976) i Krasnaja Presnia Moskwa oraz członkiem sztabu szkoleniowego w Spartaku Moskwa (w 1981).